# Пещено
46°03′ пн. ш. 16°12′ сх. д. / 46.05° пн. ш. 16.2° сх. д.
Пещено (хорв. Pešćeno) — населений пункт у Хорватії, у Крапинсько-Загорській жупанії у складі громади Коньщина.

## Населення
Населення за даними перепису 2011 року становило 150 осіб.
Динаміка чисельності населення поселення:

## Клімат
Середня річна температура становить 10,00 °C, середня максимальна – 23,87 °C, а середня мінімальна – -6,13 °C. Середня річна кількість опадів – 922 мм.
| Клімат поселення                              | Клімат поселення | Клімат поселення | Клімат поселення | Клімат поселення | Клімат поселення | Клімат поселення | Клімат поселення | Клімат поселення | Клімат поселення | Клімат поселення | Клімат поселення | Клімат поселення | Клімат поселення |
| Показник                                      | Січ.             | Лют.             | Бер.             | Квіт.            | Трав.            | Черв.            | Лип.             | Серп.            | Вер.             | Жовт.            | Лист.            | Груд.            |                  |
| Середній максимум, °C                         | 5,66             | 7,53             | 11,80            | 15,96            | 20,82            | 23,87            | 23,12            | 22,60            | 18,71            | 13,64            | 8,14             | 4,18             |                  |
| Середня температура, °C                       | −0,24            | 1,64             | 5,92             | 10,05            | 14,95            | 17,98            | 19,67            | 19,15            | 15,25            | 10,20            | 4,69             | 0,74             |                  |
| Середній мінімум, °C                          | −6,13            | −4,24            | 0,03             | 4,18             | 9,05             | 12,09            | 16,24            | 15,70            | 11,81            | 6,74             | 1,26             | −2,7             |                  |
| Норма опадів, мм                              | 48               | 49               | 61               | 71               | 80               | 104              | 88               | 92               | 87               | 88               | 88               | 66               |                  |
| Середньомісячна швидкість вітру, м/с          | 1.94             | 2.12             | 2.51             | 2.42             | 2.31             | 2.02             | 2.00             | 1.82             | 1.83             | 1.92             | 2.02             | 2.00             |                  |
| Середньомісячна сонячна радіація, кДж/м²·день | 4121             | 6859             | 10519            | 14864            | 18911            | 20815            | 21611            | 18869            | 13988            | 8715             | 4564             | 3306             |                  |
| --------------------------------------------- | ---------------- | ---------------- | ---------------- | ---------------- | ---------------- | ---------------- | ---------------- | ---------------- | ---------------- | ---------------- | ---------------- | ---------------- | ---------------- |
| Джерело:                                      |                  |                  |                  |                  |                  |                  |                  |                  |                  |                  |                  |                  |                  |